# Annabelle (filme)
Annabelle é um filme estadunidense de terror sobrenatural de 2014, dirigido por John R. Leonetti, produzido por James Wan e escrito por Gary Dauberman, derivado de Invocação do Mal, sendo o segundo filme do Universo Invocação do Mal, inspirado no caso da boneca Annabelle, investigado pelos demonologistas Ed e Lorraine Warren. 
O filme é estrelado por Annabelle Wallis e Ward Horton. Foi lançado mundialmente no dia 3 de outubro de 2014. Annabelle estreou no TCL Chinese Theatre, em Hollywood, Los Angeles, em 29 de setembro de 2014.
Em agosto de 2017, estreou Annabelle 2: A Criação do Mal, prequela que se passa 12 anos antes dos acontecimentos de Annabelle. Em junho de 2019 foi lançado o terceiro capítulo da história da boneca, intitulado Annabelle 3: De Volta Para Casa, apresentado eventos ocorridos após os dois últimos filmes.

## Enredo
O filme começa com a mesma cena de abertura de Invocação do Mal, em 1968, em que duas mulheres e um homem estão dizendo a Ed e Lorraine Warren sobre suas experiências com uma boneca chamada Annabelle que eles acreditam ser assombrada.
Em 1967, John e Mia Form estão esperando seu primeiro bebê. John dá a ela uma boneca que ela vem tentando encontrar. Mia gosta e a coloca com o resto de sua coleção de bonecas, dizendo que ela "se encaixa bem". À noite, Mia ouve um assassinato que ocorre na casa de seus vizinhos, os Higgins, e é atacada por uma mulher segurando a boneca e seu cúmplice, um homem. John e a polícia chegam e matam o homem, enquanto a mulher se mata. Ela deixa um símbolo sangrento desenhado na parede e uma gota de seu sangue cai sobre o rosto da boneca em seus braços. A reportagem mostra que os assaltantes eram Annabelle Higgins e seu namorado. Eles haviam assassinado os pais e dizem terem sido parte de um culto satânico.
Pensando que a boneca está envolvida com os misteriosos acontecimentos, Mia pede a John para jogá-la fora. Mais tarde, depois de um incêndio causado pela boneca, Mia tropeça ao tentar escapar do fogo e entra em trabalho de parto, ela dá à luz uma menina saudável chamada Lea. A família se muda para um novo apartamento. Mia descompacta suas bonecas e encontra aquela que eles tinham pensado ter sido descartada, agora conhecida como Annabelle. Como esperado, a atividade mais estranha assola Mia e seu bebê. Ela contacta o detetive, que lhe informa sobre Annabelle e da história de seu namorado em um culto que visa conjurar um demônio, reivindicando uma alma. Mia vai correndo à livraria de uma mulher chamada Evelyn e determina a partir de um livro que a presença assombrada quer a alma de Lea. O casal entra em contato o sacerdote de sua igreja, o padre Pérez, que leva a boneca com ele à igreja. O fantasma de Annabelle o ataca com a aparência de uma criatura demoníaca, e a boneca desaparece. Evelyn diz a Mia que ela tinha uma filha chamada Ruby, que tinha quase a mesma idade que ela quando morreu em um acidente de carro causado por sua própria mãe. Estava tão perturbada e cheia de culpa que tentou o suicídio. No entanto, ela afirma ter ouvido a voz de Ruby dizendo-lhe que não era a sua hora.
Perez avisa John que era realmente o espírito de Annabelle que causaram seus ferimentos, e que ela levará uma alma naquela noite. John corre para avisar Mia. No apartamento, a presença demoníaca empurra Evelyn para fora do apartamento e provoca Mia. Ela tenta destruir Annabelle e o demônio então pede pela sua alma no lugar de sua filha. John e Evelyn arrombam a porta e encontram Mia pronta para saltar para fora da janela com Annabelle em suas mãos. John salva Mia; Evelyn se apodera da boneca e decide fazer o sacrifício, sabendo que esta é a maneira dela poder expiar a morte de sua filha. Ela salta para fora da janela e é mostrada na parte inferior do prédio, morta ao lado da boneca. Lea é então encontrada sã e salva em seu berço.
Seis meses depois, os Forms se mudam e não viram Annabelle desde então. Em outros lugares, a mãe de uma das meninas na cena de abertura compra a boneca como um presente para sua filha. O texto de encerramento do filme afirma que a verdadeira boneca Annabelle acaba residindo no museu de Ed e Lorraine Warren e que o local é abençoado por um padre, duas vezes por mês para manter a segurança pública do mal que ainda reside na boneca.
A cena final mostra a câmera em que Annabelle permanece, como se ela fosse fazer um movimento antes da tela cortar para o fundo preto.

## Elenco
- Annabelle Wallace[5] como Mia
- Ward Horton[5] como John
- Tony Amendola como Padre Perez
- Alfre Woodard[6] como Evelyn
- Eric Ladin[7] como Detetive Clarkin
- Ivar Brogger como Dr. Burgher
- Brian Howe[7] como Pete Higgins
- Kerry O'Malley como Sharon Higgins
- Tree O'Toole como Annabelle Higgins
- Keira Daniels como Annabelle Higgins (criança)
- Morganna May como Debbie
- Michelle Romano como Mary
- Joseph Bishara como Demônio

## Produção
Em 8 de novembro de 2013, foi anunciado que um filme spin-off de Invocação do Mal, com a boneca Annabelle, estava sendo desenvolvido pela Warner Bros. Pictures e a New Line Cinema, com Tony DeRosa-Grund, Peter Safran e James Wan na produção e John R. Leonetti definido para dirigir o filme com um roteiro escrito por Gary Dauberman na Primavera de 2014.

### Escolha do elenco
Em 15 de janeiro de 2014, notícias confirmaram que Annabelle  Wallis e Ward  Horton se juntaram ao elenco principal do filme, que Leonetti estava dirigindo a partir de um texto de Gary Dauberman .  A produção foi definida a começar em 27 de janeiro de 2014, em Los Angeles. Mais tarde, em 28 de janeiro, mais dois atores, Eric Ladin e Brian Howe, juntaram-se ao elenco do filme. Em 30 de janeiro de 2014, Alfre Woodard juntou-se ao elenco do filme, que foi filmando em Los Angeles.

### Filmagem
As filmagens começaram em 27 de janeiro de 2014 em Los Angeles. Em 25 de fevereiro de 2014, a filmagem estava em andamento em um apartamento no South Normandie Avenue, a equipe de 55 membros filmou lá por vários dias. O diretor John R. Leonetti e produtor Peter Safran disseram aos jornalistas que o cenário de Annabelle era "assombrado" e que eles pensaram que "fenômenos sobrenaturais" haviam ocorrido lá.

## Distribuição

### Comercialização
O primeiro trailer do filme foi lançado em 17 de julho de 2014.

## Lançamento
A Warner Bros. definiu o lançamento mundialmente do filme para o dia 3 de outubro de 2014. Foi lançado em mais de 52 mercados estrangeiros em sua semana de estreia.

## Recepção

### Crítica
Annabelle teve uma recepção negativa por parte da crítica especializada. Com base de 27 avaliações profissionais, alcançou uma pontuação de 37% no Metacritic. No Rotten Tomatoes, o filme possui uma pontuação de 29%, com base em 130 críticas, com média 4.4/10. Scott Foundas da Variety deu ao filme uma crítica positiva, chamando o filme de "inspirado", mas periodicamente barato. Ele acrescentou "um corte do preço da superélativa casa assombrada do sucesso spin-off de James Wan, Invocação do Mal, que (parcialmente) faz-se em efeitos de choque bruto que lhe falta em habilidade, atmosfera e quase todas as outras áreas. E o Scott dá a melhor nota entre todos os avaliadores esta rapidinha da Warner e New Line vai saciar a sede dos obstinados fãs do gênero posto para fora pelo abismal Drácula: A História Nunca Contada.

### Bilheteria
Em 8 de outubro de 2014, Annabelle havia arrecadado 43 922 000 dólares na América do Norte e 23 000 000 dólares em outros países, arrecadando mundialmente 66 922 000.

## Prequela
Dan Fellman disse ao Washington Post que o estúdio estava considerando uma série de filmes baseada em Annabelle. Em outubro de 2015, foi relatado que Gary Dauberman estaria retornando para escrever o roteiro da sequência.
Em agosto de 2017, Annabelle 2: A Criação do Mal  chegou aos cinemas. Em vez de ser uma sequência, como planejado inicialmente, o título trata-se de uma prequela, se passando 12 anos antes do filme de 2014. Com mais de US$ 305 milhões em bilheteria, Annabelle 2: A Criação do Mal ultrapassou Annabelle, faturando quase US$ 50 milhões a mais que o primeiro spin-off. Já na bilheteria doméstica, Estados Unidos e Canadá, o filme se aproximou de Invocação do Mal 2. No total, fez pouco mais de US$ 102 milhões, US$ 378 mil a menos que a continuação de Invocação do Mal . Em junho de 2019, estreou Annabelle 3: De Volta para Casa que se passa alguns anos após o primeiro filme, depois que a boneca foi mantida na sala de artefatos de Ed e Lorraine Warren.